# Cosmia exigua
Cosmia exigua là một loài bướm đêm trong họ Noctuidae.